# Jonathan Hale
Jonathan Hale, född 21 mars 1891 i Hamilton, Ontario, Kanada, död 28 februari 1966 i Woodland Hills, Kalifornien, var en skådespelare som medverkade i fler än 200 filmer.

## Filmografi, urval
- 1935 – Vid 19 år
- 1936 – På de anklagades bänk
- 1937 – Saratoga
- 1938 – Han som tänkte med hjärtat
- 1939 – Den förbluffande Mr. Williams
- 1939 – Hjärter är trumf
- 1940 – Nattens vargar
- 1941 – Flykten från ödet
- 1943 – Skräckdagar i Prag
- 1943 – Synda på nåden
- 1943 – En fästman för mycket
- 1945 – Kvinnor utanför lagen
- 1948 – Silverfloden
- 1950 – Tre fruar om en älskare
- 1951 – Främlingar på tåg